# Ромео, Аман
Аман Акуа Ромео (фр. Amane Akoua Romeo; род. 1 июля 2003, Абиджан) — ивуарийский футболист, полузащитник австрийского «Рапид (Вена)».

## Клубная карьера
Является воспитанником ивуарийского клуба «АСЕК Мимозас». Осенью 2021 года проходил просмотр в шведском «Хеккене», с которым в итоге подписал контракт, рассчитанный на четыре года. На предсезонных сборах провёл несколько контрольных матчей за основной состав. Впервые в официальном матче вышел на поле 20 февраля 2022 года в игре группового этапа кубка страны с «Юттерхогдалем», заменив на 71-й минуте Миккеля Рюгора. 17 апреля того же года во встрече с «Гётеборгом» дебютировал в чемпионате Швеции, выйдя на замену в конце встрече вместо капитана Самуэля Густафсона.

## Клубная статистика
| Выступление      | Выступление      | Выступление      | Лига | Лига | Кубки | Кубки | Конт. кубки | Конт. кубки | Итого | Итого |
| Клуб             | Лига             | Сезон            | Игры | Голы | Игры  | Голы  | Игры        | Голы        | Игры  | Голы  |
| ---------------- | ---------------- | ---------------- | ---- | ---- | ----- | ----- | ----------- | ----------- | ----- | ----- |
| Хеккен           | Алльсвенскан     | 2022             | 5    | 0    | 3     | 0     | 0           | 0           | 8     | 0     |
| Хеккен           | Итого            | Итого            | 5    | 0    | 3     | 0     | 0           | 0           | 8     | 0     |
| Всего за карьеру | Всего за карьеру | Всего за карьеру | 5    | 0    | 3     | 0     | 0           | 0           | 8     | 0     |